# Ludvig Wennervirta

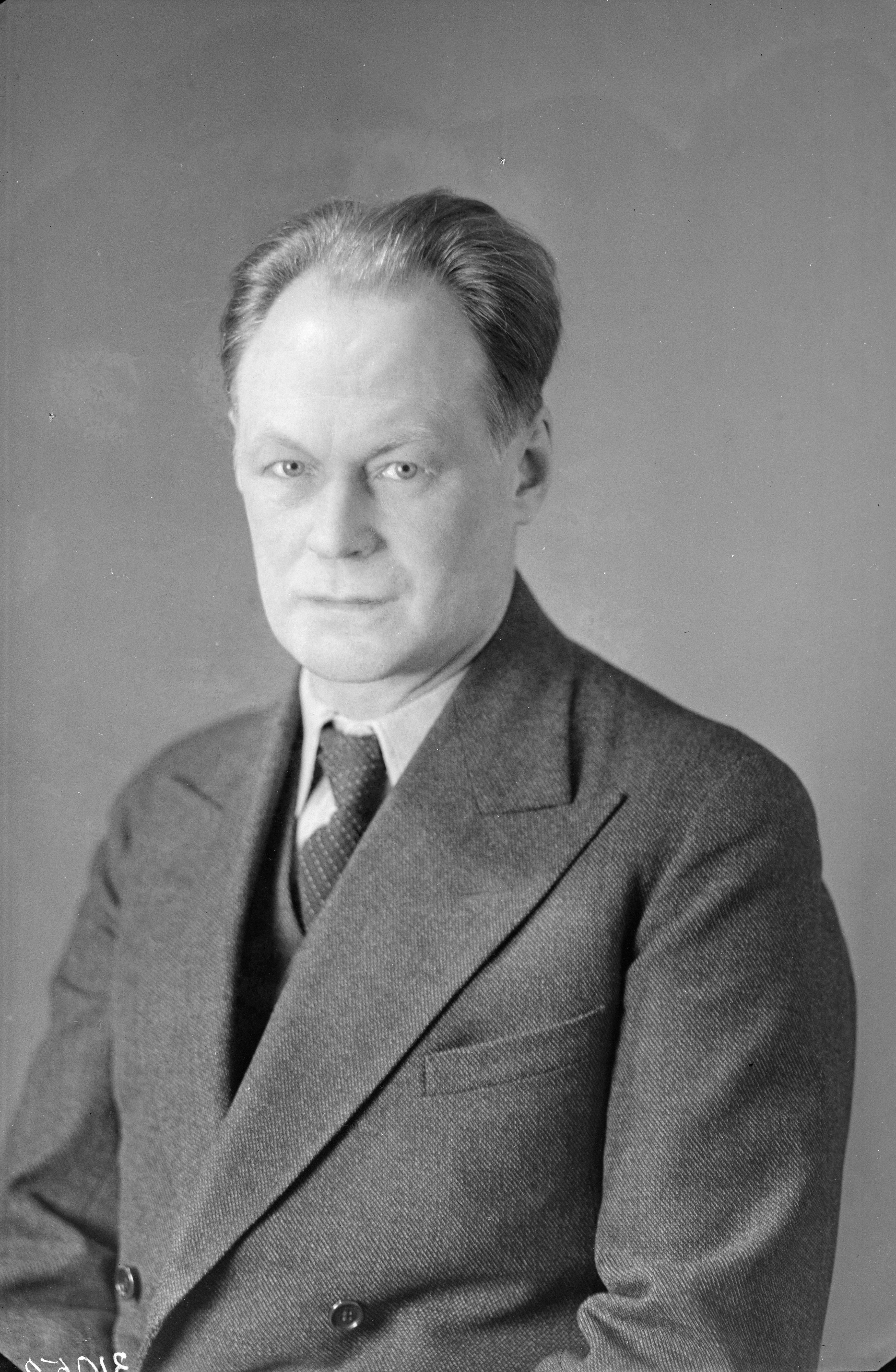
Ludvig Wennervirta år 1937.

Ludvig Wennervirta, fram till 1926 Wennerström, född 6 september 1882 i Borgå, död 18 maj 1959 i Helsingfors, var en finländsk konsthistoriker.
Ludvig Wennervirta avlade studentexamen 1903, blev filosofie magister 1908, filosofie licentiat 1931 och filosofie doktor 1932. På 1920-talet genomförde han studieresor till Tyskland, Sverige, Frankrike, Estland och Lettland. Åren 1922–1932 verkade han som ordförande för Konstnärsgillet i Finland. Åren 1932–1948 var han docent i konsthistoria vid Helsingfors universitet. År 1952 förlänades han professors namn. 
Wennervirta publicerade ett stort antal konsthistoriska verk, däribland monografier över Akseli Gallen-Kallela, Eero Järnefelt och Hannes Autere. Han var även verksam som konstkritiker vid olika tidningar i Helsingfors. 